# Marlene De Boer
Marlene Helen De Boer (* 19. September 1988) ist eine niederländische Triathletin, Ironman-Siegerin (2024) und amtierende ETU-Europameisterin auf der Triathlon-Langdistanz (2024).

## Werdegang
Marlene De Boer startet seit 2023 als Profi-Athletin und im August gewann sie mit dem Ironman 70.3 Ireland ihr erstes Rennen als Profi.
Im August 2024 gewann sie in Schweden auf der Langdistanz mit neuem Streckenrekord den Ironman Kalmar (3,86 km Schwimmen, 180,2 km Radfahren und 42,195 km Laufen). Im September wurde die 35-Jährige in Almere ETU-Europameisterin auf der Triathlon-Langdistanz, nachdem sie hier bereits im Vorjahr den zweiten Platz belegt hatte.
Im Juni 2025 gewann sie zum zweiten Mal nach 2021 den Ironman 70.3 Westfriesland.
Marlene De Boer wird betreut von der ehemaligen Triathletin Yvonne van Vlerken.

## Sportliche Erfolge
| Datum/Jahr    | Rang | Wettbewerb                 | Austragungsort    | Zeit     | Bemerkung                                        |
| ------------- | ---- | -------------------------- | ----------------- | -------- | ------------------------------------------------ |
| 6. Juli 2025  | 5    | Ironman 70.3 Jönköping     | Jönköping         | 04:10:33 | Europameisterschaft                              |
| 22. Juni 2025 | 1    | Ironman 70.3 Westfriesland | Provinz Friesland | 04:12:25 |                                                  |
| 5. Apr. 2025  | 9    | T100 Singapur              | Singapur          | 04:04:19 | 2 km Schwimmen, 80 km Radfahren und 18 km Laufen |
| 19. Okt. 2024 | 11   | T100 Lake Las Vegas        | Lake Las Vegas    | 03:54:51 | hinter Taylor Knibb                              |
| 20. Aug. 2023 | 1    | Ironman 70.3 Ireland       | Galway            | 04:24:41 | erster Sieg als Profi-Athletin                   |
| 7. Juni 2023  | 2    | Nieuwkoop Triathlon        | Nieuwkoop         |          | Zweite hinter Els Visser                         |
| 28. Aug. 2022 | 1    | Ironman 70.3 Duisburg      | Duisburg          | 04:11:22 |                                                  |
| 2021          | 1    | Ironman 70.3 Westfriesland | Provinz Friesland | 04:24:25 | erster Sieg auf der halben Ironman-Distanz       |

| Datum/Jahr    | Rang | Wettbewerb                                                   | Austragungsort | Zeit     | Bemerkung                       |
| ------------- | ---- | ------------------------------------------------------------ | -------------- | -------- | ------------------------------- |
| 16. Aug. 2025 | 2    | Ironman Kalmar                                               | Kalmar         | 08:33:02 |                                 |
| 14. Sep. 2024 | 1    | ETU Challenge Long Distance Triathlon European Championships | Almere         | 08:22:30 |                                 |
| 17. Aug. 2024 | 1    | Ironman Kalmar                                               | Kalmar         | 08:39:31 | Streckenrekord                  |
| 19. Nov. 2023 | 3    | Ironman Mexico                                               | Cozumel        | 07:57:02 | ohne das Schwimmen als Duathlon |
| 9. Sep. 2023  | 2    | ETU Challenge Long Distance Triathlon European Championships | Almere         | 08:43:09 | Challenge Almere                |

(DNF – Did Not Finish; DSQ – Disqualifiziert)